# Diocesi di Cúcuta
La diocesi di Cúcuta (in latino Dioecesis Cucutensis) è una sede della Chiesa cattolica in Colombia suffraganea dell'arcidiocesi di Nueva Pamplona. Nel 2023 contava 921.470 battezzati su 1.084.090 abitanti. È retta dal vescovo José Libardo Garcés Monsalve.

## Territorio

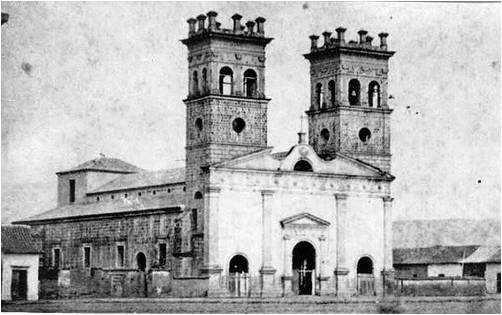
La primitiva cattedrale di Cúcuta.

La diocesi abbraccia parte del dipartimento colombiano di Norte de Santander. Comprende per intero i comuni di Bucarasica, Gramalote, Los Patios, Lourdes, San Cayetano, Santiago, Villa Caro, Villa del Rosario. Appartiene alla diocesi anche il distretto di El Carmen de Nazareth nel comune di Salazar de Las Palmas, mentre la parte settentrionale dei comuni di Cúcuta, El Zulia e Sardinata fanno parte della diocesi di Tibú.
Sede vescovile è la città di Cúcuta, dove si trovano la cattedrale di San Giuseppe e la basilica santuario di Nostra Signora del Rosario di Chiquinquirá. 
Il territorio si estende su una superficie di 2.200 km² ed è suddiviso in 109 parrocchie, raggruppate in 4 vicariati, San José, San Pio X, San Luis e San Rafael, a loro volta costituiti da decanati, per un totale di 14.

## Storia
La diocesi è stata eretta il 29 maggio 1956 con la bolla Ecclesiarum omnium di papa Pio XII, ricavandone il territorio dalla diocesi di Nueva Pamplona, che lo stesso giorno fu elevata al rango di arcidiocesi metropolitana.
Il 7 aprile 1960, con la lettera apostolica Beatum Joseph, papa Giovanni XXIII ha proclamato san Giuseppe patrono della diocesi.
Il 19 marzo 1986 è stato inaugurato il seminario maggiore della diocesi.

## Cronotassi dei vescovi
Si omettono i periodi di sede vacante non superiori ai 2 anni o non storicamente accertati.
- Luis Pérez Hernández, C.I.M. † (29 maggio 1956 - 28 giugno 1959 deceduto)
- Pablo Correa León † (22 luglio 1959 - 27 luglio 1970 dimesso[3])
- Pedro Rubiano Sáenz † (2 giugno 1971 - 26 marzo 1983 nominato arcivescovo coadiutore di Cali)
- Alberto Giraldo Jaramillo, P.S.S. † (26 luglio 1983 - 18 dicembre 1990 nominato arcivescovo di Popayán)
- Rubén Salazar Gómez (11 febbraio 1992 - 18 marzo 1999 nominato arcivescovo di Barranquilla)
- Óscar Urbina Ortega (9 novembre 1999 - 30 novembre 2007 nominato arcivescovo di Villavicencio)
- Jaime Prieto Amaya † (1º dicembre 2008 - 25 agosto 2010 deceduto)
- Julio César Vidal Ortiz (16 luglio 2011 - 24 luglio 2015 dimesso)
- Víctor Manuel Ochoa Cadavid † (24 luglio 2015 - 7 dicembre 2020 nominato ordinario militare in Colombia)
- José Libardo Garcés Monsalve, dal 4 ottobre 2021[4]

## Statistiche
La diocesi nel 2023 su una popolazione di 1.084.090 persone contava 921.470 battezzati, corrispondenti all'85,0% del totale.
| anno | popolazione | popolazione | popolazione | presbiteri | presbiteri | presbiteri | presbiteri                | diaconi | religiosi | religiosi | parrocchie |
| anno | battezzati  | totale      | %           | numero     | secolari   | regolari   | battezzati per presbitero | diaconi | uomini    | donne     | parrocchie |
| ---- | ----------- | ----------- | ----------- | ---------- | ---------- | ---------- | ------------------------- | ------- | --------- | --------- | ---------- |
| 1966 | 251.000     | 253.000     | 99,2        | 70         | 32         | 38         | 3.585                     |         | 36        | 266       | 22         |
| 1970 | 297.000     | 300.000     | 99,0        | 74         | 33         | 41         | 4.013                     |         | 71        | 273       | 26         |
| 1976 | 395.964     | 400.015     | 99,0        | 62         | 32         | 30         | 6.386                     |         | 45        | 237       | 32         |
| 1980 | 428.550     | 453.000     | 94,6        | 64         | 32         | 32         | 6.696                     |         | 50        | 260       | 35         |
| 1990 | 545.000     | 620.000     | 87,9        | 101        | 56         | 45         | 5.396                     | 8       | 50        | 117       | 47         |
| 1999 | 675.000     | 750.000     | 90,0        | 107        | 76         | 31         | 6.308                     | 9       | 42        | 233       | 72         |
| 2000 | 675.000     | 750.000     | 90,0        | 109        | 77         | 32         | 6.192                     | 9       | 40        | 250       | 90         |
| 2001 | 678.000     | 750.000     | 90,4        | 123        | 85         | 38         | 5.512                     | 9       | 47        | 221       | 76         |
| 2002 | 675.000     | 750.000     | 90,0        | 125        | 86         | 39         | 5.400                     | 8       | 47        | 208       | 78         |
| 2003 | 682.000     | 760.000     | 89,7        | 125        | 91         | 34         | 5.456                     | 8       | 42        | 227       | 78         |
| 2004 | 708.000     | 790.000     | 89,6        | 129        | 93         | 36         | 5.488                     | 7       | 42        | 230       | 78         |
| 2006 | 722.000     | 803.000     | 89,9        | 127        | 100        | 27         | 5.685                     | 7       | 35        | 237       | 85         |
| 2013 | 801.000     | 878.000     | 91,2        | 155        | 123        | 32         | 5.167                     | 8       | 39        | 174       | 94         |
| 2016 | 842.442     | 926.918     | 90,9        | 165        | 134        | 31         | 5.105                     | 6       | 38        | 118       | 102        |
| 2019 | 871.000     | 958.280     | 90,9        | 159        | 130        | 29         | 5.477                     | 6       | 34        | 131       | 101        |
| 2021 | 900.640     | 1.059.580   | 85,0        | 163        | 136        | 27         | 5.525                     | 5       | 31        | 143       | 108        |
| 2023 | 921.470     | 1.084.090   | 85,0        | 155        | 134        | 21         | 5.944                     | 5       | 25        | 144       | 109        |